# Chiesa della Trasfigurazione di Nostro Signore Gesù Cristo (Lesignano de' Bagni)
La chiesa della Trasfigurazione di Nostro Signore Gesù Cristo è un luogo di culto cattolico dalle forme barocche e neoclassiche, situato in strada Provinciale di Mulazzano a Mulazzano Monte, frazione di Lesignano de' Bagni, in provincia e diocesi di Parma; è sede di una parrocchia compresa nella zona pastorale della Pedemontana.

## Storia
L'originario luogo di culto romanico fu edificato in età medievale: la prima testimonianza della sua esistenza risale al 1174, quando fu menzionato in un atto notarile.
Nel 1230 la Capelle de Mulazano fu citata nel Capitulum seu Rotulus Decimarum della diocesi di Parma tra le dipendenze della pieve di San Michele Cavana.
Secondo il Regesto antico del 1494, il luogo di culto risultava all'epoca dedicato a san Martino, ma entro il 1505 fu reintitolato a san Salvatore, in seguito al crollo, a causa di una frana, della non lontana chiesa di Quinzanella a lui intitolata e mai più ricostruita.
Verso il 1564 la cappella fu elevata a sede parrocchiale autonoma.
Agli inizi del XVII secolo il luogo di culto fu reintitolato alla Trasfigurazione di Nostro Signore Gesù Cristo.
Nel 1630, a causa delle precarie condizioni dell'edificio medievale, la chiesa fu interamente ricostruita in stile barocco, prolungando la navata e aggiungendo la quattro cappelle laterali; i lavori furono conclusi nel 1639 e il 23 luglio di quell'anno il nuovo tempio fu solennemente consacrato.
A partire dal 1780 il luogo di culto fu parzialmente ristrutturato, sostituendo l'altare maggiore e la pavimentazione, ampliando la sagrestia e infine ricostruendo la facciata neoclassica, completata intorno al 1790.
Nel 1863 furono realizzate le due finestre ai fianchi dell'abside, mentre nel 1885 ne furono aggiunte altrettante alla facciata, in seguito restaurata nel 1894, l'anno dopo la ristrutturazione dell'adiacente torre campanaria.
Tra il 1932 e il 1936 l'edificio fu completamente risistemato in quanto lesionato in più parti; durante i lavori furono anche sostituiti gli intonaci interni ed esterni; alcuni anni dopo il prospetto principale fu nuovamente modificato, chiudendo le due finestre ottocentesche e aprendone una rettangolare in corrispondenza della cantoria, da cui fu rimosso l'organo per ricollocarlo nella seconda cappella laterale destra.
Tra il 1955 e il 1957 furono costruiti in adiacenza al lato settentrionale della chiesa i locali destinati alle attività parrocchiali.
Nel 1960 fu sostituita la pavimentazione interna del luogo di culto.
Il 15 luglio 1971 un terremoto causò una serie di danni alla chiesa; furono in seguito avviati i lavori di ristrutturazione, che comportarono anche la ricostruzione della prima campata della volta a botte sulla navata.
Nel 1995 furono completamente rifatte le coperture del tempio, mentre tra il 2000 e il 2003 furono eseguiti importanti interventi di restauro e consolidamento strutturale dell'intero edificio.

## Descrizione

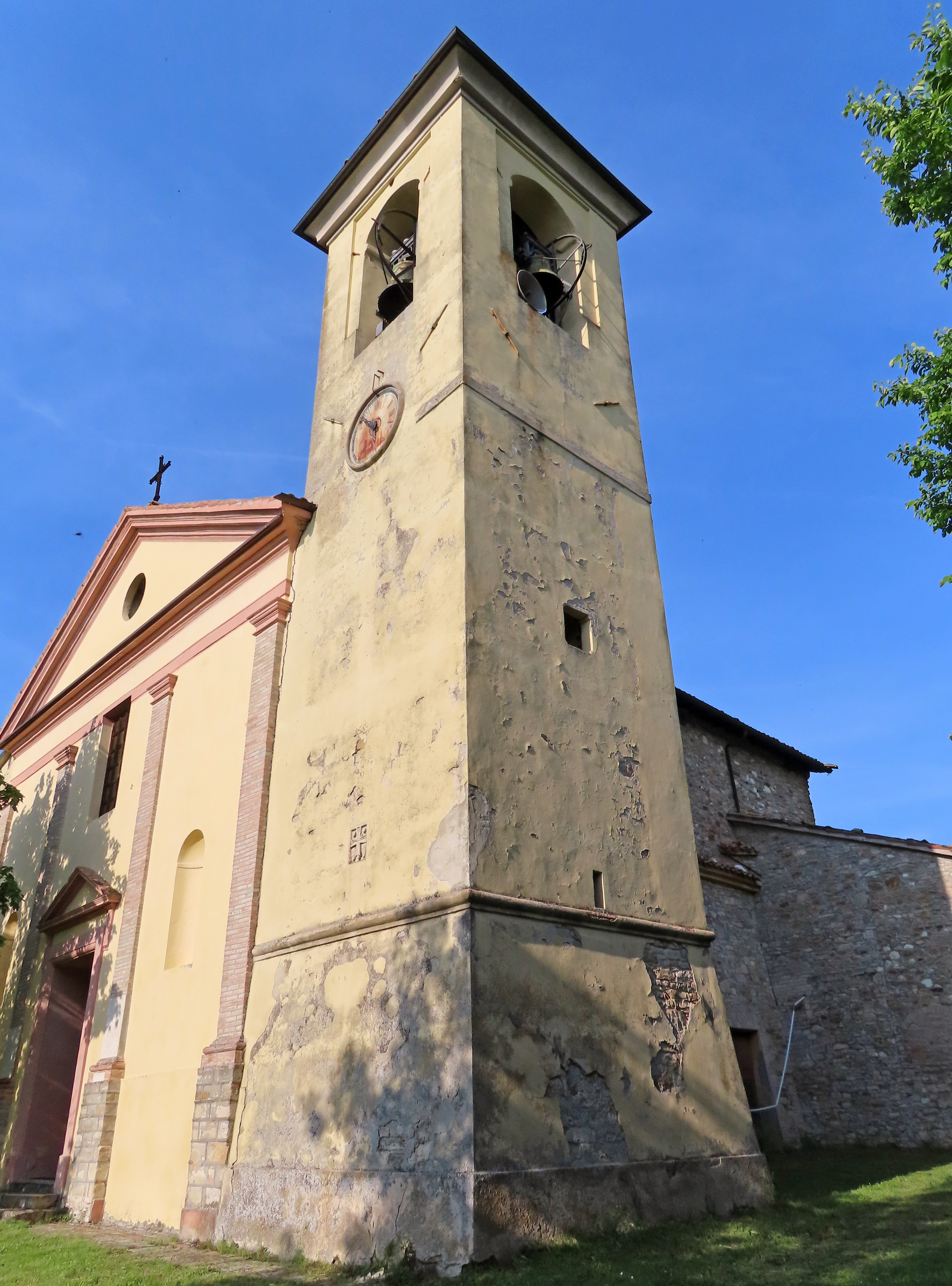
Facciata e campanile

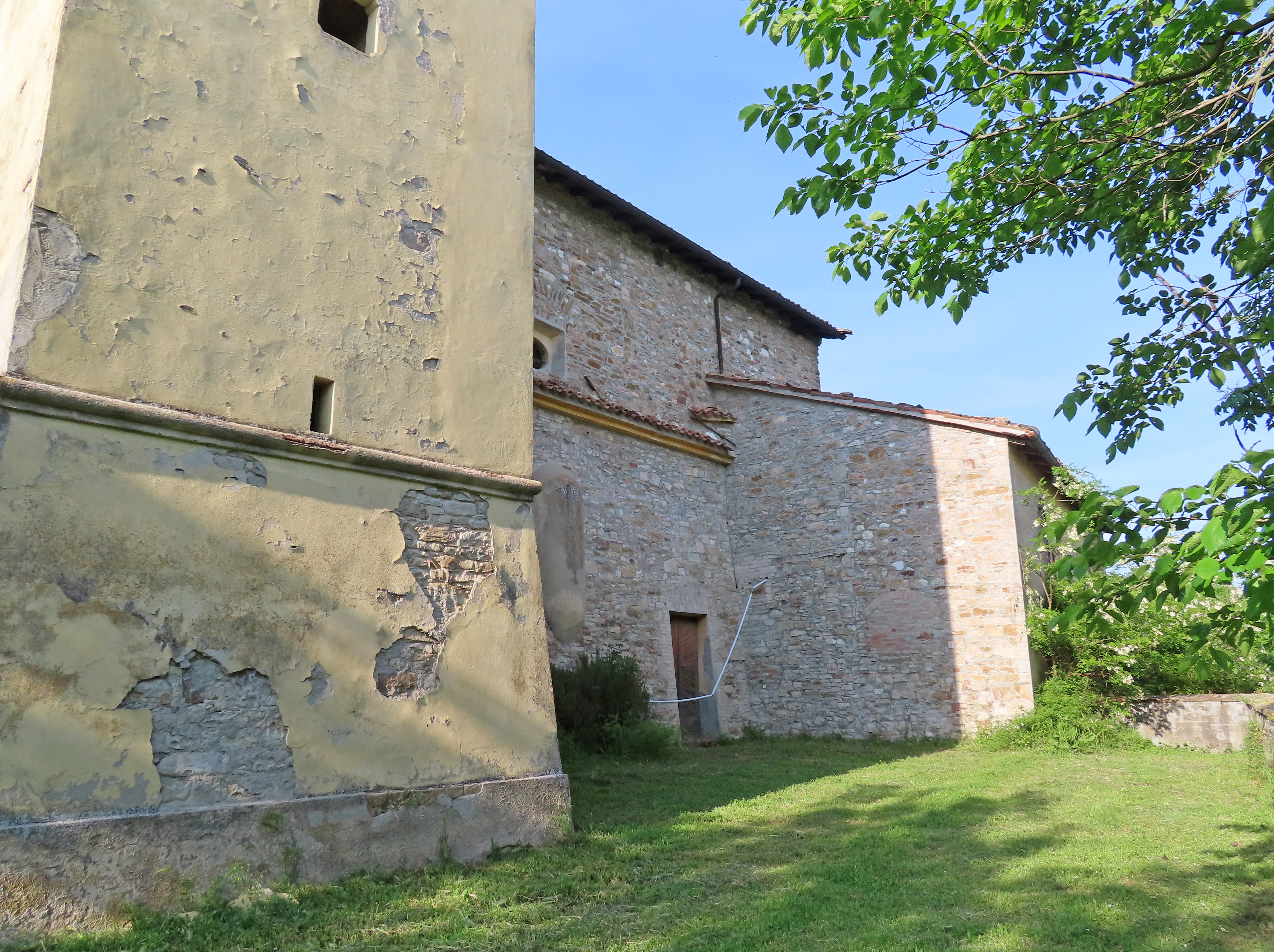
Lato sud

La chiesa si sviluppa su un impianto a navata unica affiancata da due cappelle per lato, con ingresso a ovest e presbiterio absidato a est.
La simmetrica facciata a capanna, intonacata, è delimitata a nord dai locali parrocchiali e a sud dalla torre campanaria; il prospetto è scandito verticalmente in tre parti da quattro lesene in laterizio, elevate su alti basamenti e coronate da capitelli dorici; nel mezzo è collocato l'ampio portale d'ingresso, affiancato da cornice e sormontato da frontone triangolare in rilievo; più in alto si apre un finestrone rettangolare, mentre ai lati si trovano due nicchie ad arco a tutto sesto; in sommità si staglia il grande timpano con cornice modanata, al cui centro campeggia un oculo.
Il massiccio campanile intonacato si sviluppa su una pianta quadrata; la cella campanaria si affaccia sui quattro lati attraverso ampie monofore ad arco a tutto sesto. Di particolare pregio risulta la formella romanica incastonata nel prospetto anteriore; l'opera, di forma rettangolare, è decorata con un bassorilievo raffigurante una croce astile, affiancata superiormente da due dischi e inferiormente da altrettanti volti umani finemente scolpiti.
La canonica è caratterizzata dal portale d'accesso, delimitato da cornice scolpita in arenaria risalente alla fine del XVIII secolo; i bassorilievi dei due piedritti rappresentano intrecci vegetali, mentre sull'architrave campeggia un ostensorio a raggiera.
All'interno la navata intonacata, coperta da volta a botte lunettata, è affiancata su ogni lato da quattro massicce paraste che delimitano le poco profonde cappelle; in controfacciata aggetta la cantoria, illuminata dal finestrone rettangolare, mentre in sommità corre un cornicione perimetrale in rilievo.
Il presbiterio, preceduto dall'ampio arco trionfale a tutto sesto incorniciato con stucchi, si conclude nell'abside poligonale illuminata da due finestre laterali; al centro è collocato l'altare maggiore, con mensa seicentesca in legno intagliato e dorato e paliotto coevo; sul fondo, dietro all'antico altare intagliato, realizzato da Andrea Ferrari tra il 1770 e il 1780, si staglia sopra al coro settecentesco l'ancona seicentesca lignea contenente la pala della Trasfigurazione.
La chiesa conserva alcune opere di pregio, tra cui una tela ritraente San Luigi Gonzaga, eseguita da Domenico Muzzi nel 1778, un olio raffigurante l'Addolorata, realizzato da Giulio Carmignani nella seconda metà del XIX secolo, un'ancona in stucco contenente la statua ottocentesca di San Giuseppe col Bambino, un olio del 1660 circa raffigurante la Visitazione e sant'Apollonia, con cornice scolpita tra il 1630 e il 1640, un dipinto seicentesco rappresentante la Presentazione al tempio con cornice coeva, due pannelli seicenteschi rappresentanti Santa Lucia e Sant'Agnese, due confessionali del 1780, due candelieri lignei seicenteschi, tre inginocchiatoi del XVIII secolo, una credenza settecentesca scolpita, due calici settecenteschi, un messale settecentesco con rilegatura in argento e una pianeta del XVIII secolo in broccato.
Inoltre, la seconda cappella sul lato destro ospita dal 1936 l'antico organo, in origine collocato nella cantoria della controfacciata; lo strumento, perfettamente integro anche nelle canne di stagno, fu probabilmente realizzato da Bernardo o Domenico Poncini tra il XVII e il XVIII secolo.